# نيكو كارستنز
نيكو كارستنز (بالإنجليزية: Nico Carstens)‏ هو ملحن وموسيقي جنوب أفريقي، ولد في 10 فبراير 1926 في كيب تاون في جنوب أفريقيا، وتوفي بنفس المكان في 1 نوفمبر 2016.

## وصلات خارجية
- نيكو كارستنز على موقع IMDb (الإنجليزية)
- نيكو كارستنز على موقع ميوزك برينز (الإنجليزية)
- نيكو كارستنز على موقع أول ميوزيك (الإنجليزية)
- نيكو كارستنز على موقع ديسكوغز (الإنجليزية)
- نيكو كارستنز على موقع قاعدة بيانات الفيلم (الإنجليزية)